# Dyanfres Douglas Chagas Matos
Dyanfres Douglas Chagas Matos (sinh ngày 30 tháng 12 năm 1987) là một cầu thủ bóng đá người Brasil.

## Sự nghiệp câu lạc bộ
Dyanfres Douglas Chagas Matos đã từng chơi cho Tokushima Vortis, Kyoto Sanga FC và Sanfrecce Hiroshima.